# Йоан Кукузел
Йоан Кукузел (на гръцки: Ιωάννης Κουκουζέλης) е византийски църковен певец и композитор, музикален теоретик и реформатор на византийското нотно писмо, светец. Предполага се, че има български произход, тъй като една от неговите композиции, посветена на майка му носи заглавието „Полиелей на българката“. Заради надареният  прекрасен глас, съвременниците му го наричат Ангелогласният.

## Име
Прозвището му „Кукузел“, вероятно получено в Константинопол, се обяснява с това, че в младежките си години, веднъж казал, че е ял (или по-скоро - че е ядял) „кукия ке зелия“ (κουκιά καί ζέλια), опитвайки се да каже на гръцки „бакла със зеле“, макар че може да се свърже и с други изрази на гръцки, сред които и „Κούκια και μπιζέλια (Koukia ke bizélia), което може да се преведе, като „грах и боб “. За негово действително фамилно име (поне както е преведено на този език) се смята в научните среди Пападополус (с което се визира, че е потомък на свещеник или на род на духовници).

## Биография и творчество
Сведения за живота му се черпят от творчеството му, както и от житието му, съставено в края на XIV век. Препис от него се съхранява в Народната библиотека „Св. св. Кирил и Методий“ в София.
Предполага се, че е живял между XII и XV век, но най-вероятно - от последните десетилетия на XIII век до около средата на XIV в., т.е. по времето на Палеологовия Ренесанс. Роден е нейде из околностите на Драч, тогава във Византийската империя.
Отрано остава сирак. Заради таланта си, бедното дете е отведено в Константинопол, където се ползва от благоволението на императора и е предназначено за дворцов певец и придворен музикант, което се възприема като високо обществено положение и е съпътствано със забогатяване. Получава своето образование в императорското певческо училище в Константинопол, Византия. Като негови преподаватели са представяни видните музиканти Ксенос Коронис (Ксено от Корони -  (на гръцки : Ξένος ο Κορώνης; около XI век) и Йоан Гликкес (който може да е свързан с патриарх Йоан XIII Глика). 
Прекарва основната част от живота си в Света гора, в манастира Великата Лавра. Обновява византийската музика с български интонации. Осъществява 2 реформи – въвежда многогласието и усъвършенства старото невмено нотно писмо.
Развива значима и популярна музикална дейност. Не всички ръкописи, съдържащи негови творби, са добре проучени. Известни са 90 негови композиции. Най-прочутата му творба е погребалната елегична композиция „Полиелей на българката“, която е посветена на неговата майка. Обновява византийската музика с български интонации. Осъществява 2 реформи – въвежда многогласието и усъвършенства старото невмено нотно писмо. Запазени са много негови изображения, които подчертават неговата популярност.

## Памет
Канонизиран е за светец. Българската православна църква го почита на 1 октомври. Българският писател Добри Немиров пише романа „Ангелогласният“ (1938), посветен на Йоан Кукузел, в който е представен, като съвременник на династията на Комнините. През 1967 година в София е създаден камерен хор „Йоан Кукузел – Ангелогласният“, който поддържа традицията на средновековната православна църковна музика и придобива световна известност.
На Йоан Кукузел е наречена улица в квартал „Драгалевци“ в София (Карта).